# César voor beste vrouwelijke bijrol
De César voor beste vrouwelijke bijrol (Frans: César de la meilleure actrice dans un second rôle) is de César-filmprijs die jaarlijks wordt uitgereikt aan de beste actrice in een bijrol. Deze César wordt uitgereikt sinds de creatie van de Césars in 1976.

## Introductie
Verscheidene actrices wonnen deze César meermaals:
- 3 maal : Dominique Blanc (1991, 1993, 1999)
- 2 maal : Marie-France Pisier (1976, 1977), Nathalie Baye (1981, 1982), Suzanne Flon (1984, 1990), Valérie Lemercier (1994, 2007), Annie Girardot (1996, 2002), Julie Depardieu (2004, 2008) en Anne Alvaro (2001, 2011)

De actrices met meerdere nominaties:
- 6 : Noémie Lvovsky
- 5 : Dominique Blanc, Karin Viard
- 4 : Stéphane Audran, Dominique Lavanant, Agnès Jaoui
- 3 : Nathalie Baye, Catherine Jacob, Julie Depardieu, Valérie Lemercier, Danielle Darrieux, Line Renaud, Catherine Frot, Marie Trintignant, Anne Consigny, Mathilde Seigner
- 2 : Andréa Ferréol, Isabelle Huppert, Isabelle Nanty, Ludivine Sagnier, Sabine Haudepin, Myriam Boyer, Mylène Demongeot, Victoria Abril, Jeanne Balibar, Clémentine Célarié, Michèle Laroque, Marie Dubois, Nelly Borgeaud, Bernadette Lafont, Hélène Vincent, Nicole Garcia, Annie Girardot, Judith Godrèche, Suzanne Flon, Zabou Breitman, Carmen Maura, Édith Scob, Françoise Fabian, Géraldine Pailhas

## Laureaten en nominaties

### Jaren 1970
- 1976 : Marie-France Pisier - Cousin, cousine
  - Isabelle Huppert - Aloïse
  - Andréa Ferréol - Les Galettes de Pont-Aven
  - Christine Pascal - Que la fête commence

- 1977 : Marie-France Pisier - Barocco
  - Brigitte Fossey - Le Bon et les Méchants
  - Francine Racette - Lumière
  - Anny Duperey - Un éléphant ça trompe énormément

- 1978 : Marie Dubois - La Menace
  - Florence Giorgetti - La Dentellière
  - Nelly Borgeaud - L'Homme qui aimait les femmes
  - Genevieve Fontanel - L'Homme qui aimait les femmes
  - Valérie Mairesse - Repérages

- 1979 : Stéphane Audran - Violette Nozière
  - Nelly Borgeaud - Le Sucre
  - Arlette Bonnard - Une histoire simple
  - Éva Darlan - Une histoire simple

### Jaren 1980
- 1980 : Nicole Garcia - Le Cavaleur
  - Dominique Lavanant - Courage fuyons
  - Maria Schneider - La Dérobade
  - Myriam Boyer - Série noire

- 1981 : Nathalie Baye - Sauve qui peut (la vie)
  - Delphine Seyrig - Chère inconnue
  - Andréa Ferréol - Le Dernier Métro
  - Claire Maurier - Un mauvais fils

- 1982 : Nathalie Baye - Une étrange affaire
  - Stéphane Audran - Coup de torchon
  - Sabine Haudepin - Hôtel des Amériques
  - Veronique Silver - La Femme d'à côté

- 1983 : Fanny Cottençon - L'Étoile du Nord
  - Denise Grey - La Boum 2
  - Stéphane Audran - Paradis pour tous
  - Danielle Darrieux - Une chambre en ville

- 1984 : Suzanne Flon - L'Été meurtrier
  - Victoria Abril - La Lune dans le caniveau
  - Sabine Azéma - La vie est un roman
  - Stéphane Audran - Mortelle randonnée
  - Agnès Soral - Tchao Pantin

- 1985 : Caroline Cellier - L'Année des méduses
  - Élizabeth Bourgine - La Septième Cible
  - Maruschka Detmers - La Pirate
  - Victoria Abril - L'Addition
  - Carole Bouquet - Rive droite, rive gauche

- 1986 : Bernadette Lafont - L'Effrontée
  - Catherine Frot - Escalier C
  - Anémone - Péril en la demeure
  - Macha Méril - Sans toit ni loi
  - Dominique Lavanant - Trois hommes et un couffin

- 1987 : Emmanuelle Béart - Manon des sources
  - Clémentine Célarié - Betty Blue (37°2 le matin)
  - Marie Dubois - Descente aux enfers
  - Danielle Darrieux - Le Lieu du crime
  - Jeanne Moreau - Le Paltoquet

- 1988 : Dominique Lavanant - Agent trouble
  - Anna Karina - Cayenne Palace
  - Marie Laforêt - Fucking Fernand
  - Sylvie Joly - Le Miraculé
  - Bernadette Lafont - Masques

- 1989 : Hélène Vincent - La vie est un long fleuve tranquille
  - Maria Casarès - La Lectrice
  - Dominique Lavanant - Quelques jours avec moi
  - Françoise Fabian - Trois places pour le 26
  - Marie Trintignant - Une affaire de femmes

### Jaren 1990
- 1990 : Suzanne Flon - La Vouivre
  - Sabine Haudepin - Force majeure
  - Micheline Presle - I Want to Go Home
  - Ludmila Mikaël - Noce blanche
  - Clémentine Célarié - Nocturne indien

- 1991 : Dominique Blanc - Milou en mai
  - Odette Laure - Daddy nostalgie
  - Thérèse Liotard - La Gloire de mon père en Le Château de ma mère
  - Catherine Jacob - Tatie Danielle
  - Danièle Lebrun - Uranus

- 1992 : Anne Brochet - Tous les matins du monde
  - Hélène Vincent - J'embrasse pas
  - Jane Birkin - La Belle Noiseuse
  - Catherine Jacob - Merci la vie
  - Valérie Lemercier - L'Opération Corned-Beef

- 1993 : Dominique Blanc - Indochine
  - Michèle Laroque - La Crise
  - Maria Pacôme La Crise
  - Zabou Breitman - La Crise
  - Brigitte Catillon - Un cœur en hiver

- 1994 : Valérie Lemercier - Les Visiteurs
  - Judith Henry - Germinal
  - Marie Trintignant - Les Marmottes
  - Marthe Villalonga - Ma saison préférée
  - Myriam Boyer - Un, deux, trois, soleil

- 1995 : Virna Lisi - La reine Margot
  - Line Renaud - J'ai pas sommeil
  - Dominique Blanc - La reine Margot 
  - Michèle Moretti - Les Roseaux sauvages
  - Catherine Jacob - Neuf mois

- 1996 : Annie Girardot - Les Misérables
  - Clotilde Courau - Élisa
  - Jacqueline Bisset - La Cérémonie
  - Carmen Maura - Le bonheur est dans le pré
  - Claire Nadeau - Nelly et Monsieur Arnaud

- 1997 : Catherine Frot - Un air de famille
  - Valeria Bruni Tedeschi - Mon homme
  - Michèle Laroque - Pédale douce
  - Agnès Jaoui - Un air de famille
  - Sandrine Kiberlain - Un héros très discret

- 1998 : Agnès Jaoui - On connaît la chanson
  - Marie Trintignant - Le Cousin
  - Karin Viard - Les Randonneurs
  - Pascale Roberts - Marius et Jeannette
  - Mathilde Seigner - Nettoyage à sec

- 1999 : Dominique Blanc - Ceux qui m'aiment prendront le train
  - Anémone - Lautrec
  - Catherine Frot - Le Dîner de cons
  - Arielle Dombasle - L'Ennui
  - Emmanuelle Seigner - Place Vendôme

### Jaren 2000
- 2000 : Charlotte Gainsbourg - La Bûche
  - Line Renaud - Belle-maman
  - Catherine Mouchet - Ma petite entreprise
  - Mathilde Seigner - Vénus Beauté (institut)
  - Bulle Ogier - Vénus Beauté (institut)

- 2001 : Anne Alvaro - Le Goût des autres
  - Jeanne Balibar - Ça ira mieux demain
  - Mathilde Seigner - Harry, un ami qui vous veut du bien
  - Agnès Jaoui - Le Goût des autres
  - Florence Thomassin - Une affaire de goût

- 2002 : Annie Girardot - La Pianiste
  - Nicole Garcia - Betty Fisher et autres histoires
  - Line Renaud - Chaos
  - Isabelle Nanty - Le Fabuleux Destin d'Amélie Poulain
  - Noémie Lvovsky - Ma femme est une actrice

- 2003 : Karin Viard - Embrassez qui vous voudrez
  - Danielle Darrieux - 8 Femmes
  - Dominique Blanc - C'est le bouquet !
  - Emmanuelle Devos - L'Adversaire
  - Judith Godrèche - L'Auberge espagnole

- 2004 : Julie Depardieu - La Petite Lili
  - Judith Godrèche - France Boutique
  - Géraldine Pailhas - Le Coût de la vie
  - Isabelle Nanty - Pas sur la bouche
  - Ludivine Sagnier - Swimming Pool

- 2005 : Marion Cotillard - Un long dimanche de fiançailles
  - Mylène Demongeot - 36 quai des Orfèvres
  - Ariane Ascaride - Brodeuses
  - Émilie Dequenne - L'Équipier
  - Julie Depardieu - Podium

- 2006 : Cécile de France - Les Poupées russes
  - Noémie Lvovsky - Backstage
  - Charlotte Rampling - Lemming
  - Kelly Reilly - Les Poupées russes
  - Catherine Deneuve - Palais Royal !

- 2007 : Valérie Lemercier - Fauteuils d'orchestre
  - Dani - Fauteuils d'orchestre
  - Mylène Demongeot - La Californie
  - Bernadette Lafont - Prête-moi ta main
  - Christine Citti - Quand j'étais chanteur

- 2008 : Julie Depardieu - Un secret
  - Noémie Lvovsky - Actrices
  - Bulle Ogier - Faut que ça danse !
  - Sylvie Testud - La Môme
  - Ludivine Sagnier - Un secret

- 2009 : Elsa Zylberstein - Il y a longtemps que je t'aime
  - Jeanne Balibar - Sagan
  - Anne Consigny - Un conte de Noël
  - Édith Scob - L'Heure d'été
  - Karin Viard - Paris

### Jaren 2010
- 2010 : Emmanuelle Devos - À l'origine
  - Aure Atika - Mademoiselle Chambon
  - Anne Consigny - Rapt
  - Audrey Dana - Welcome
  - Noémie Lvovsky - Les Beaux Gosses

- 2011 : Anne Alvaro - Le Bruit des glaçons
  - Laetitia Casta - Gainsbourg, vie héroïque
  - Valérie Bonneton - Les Petits Mouchoirs
  - Julie Ferrier - L'Arnacœur
  - Karin Viard - Potiche

- 2012 : Carmen Maura - Les Femmes du 6e étage
  - Zabou Breitman - L'Exercice de l'État
  - Anne Le Ny - Intouchables
  - Noémie Lvovsky - L'Apollonide : Souvenirs de la maison close
  - Karole Rocher - Polisse

- 2013 : Valérie Benguigui - Le Prénom
  - Judith Chemla - Camille redouble
  - Isabelle Huppert - Amour
  - Yolande Moreau - Camille redouble
  - Édith Scob - Holy Motors

- 2014 : Adèle Haenel - Suzanne
  - Marisa Borini - Un château en Italie
  - Françoise Fabian - Les Garçons et Guillaume, à table !
  - Julie Gayet - Quai d'Orsay
  - Géraldine Pailhas - Jeune et Jolie

- 2015 : Kristen Stewart - Clouds of Sils Maria
  - Marianne Denicourt - Hippocrate
  - Claude Gensac - Lulu femme nue
  - Izïa Higelin - Samba
  - Charlotte Le Bon - Yves Saint Laurent

- 2016 : Sidse Babett Knudsen - L'Hermine
  - Sara Forestier - La Tête haute
  - Agnès Jaoui - Comme un avion
  - Noémie Lvovsky - La Belle Saison
  - Karin Viard - 21 nuits avec Pattie

- 2017 : Déborah Lukumuena - Divines
  - Nathalie Baye - Juste la fin du monde
  - Valeria Bruni Tedeschi - Ma Loute
  - Anne Consigny - Elle
  - Mélanie Thierry - La Danseuse